# Singuély
Singuély est l'un des districts de la sous-préfecture de Téliré, situé dans la préfecture de Mali en république de Guinée.
le district de singuéli  est limité à l' est par le district darressalam  à l' ouest par le district de teliré au nord par le district de tadya et au sud par le district de daraméré.

## Démographie
- En 2014, le district comptait 1 800 habitants selon les RGPH 2014[1].

## Histoire
Ce distric rural regroupe les villages de singuély centre leyséré redoufello linguérédow dongol héroko et Massira

## Administration

### Quartiers
Les populations pratiquent l'élevage des bovins des ovins et des caprins

## Économie
L'économie du district est essentiellement basé sur l'agriculture et le commerce. Elle n'a pas un point de marché et participe chaque samedi au marché hebdomadaire de Téliré centre pour s'approvisionner pour la semaine.

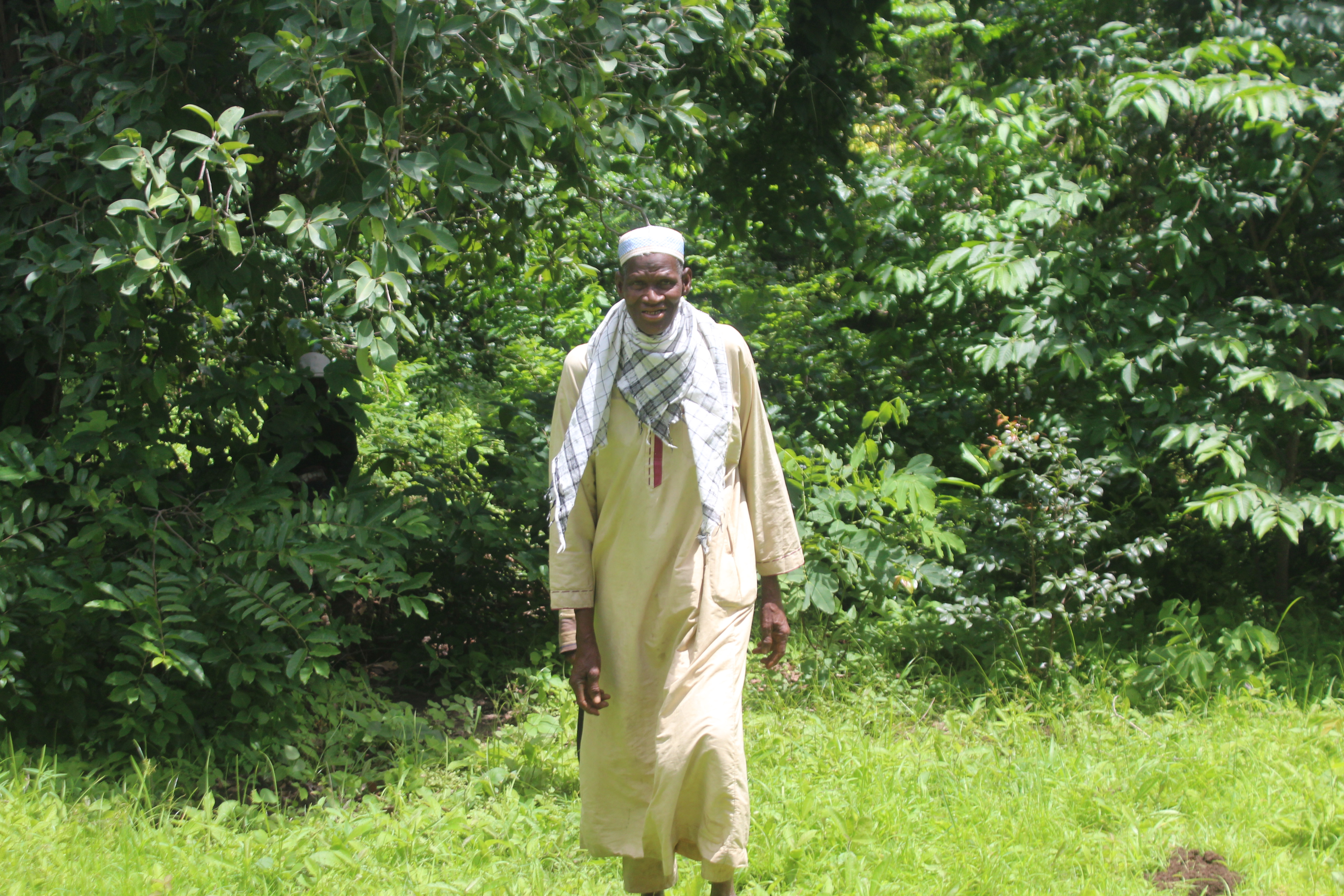
Célou Diolo en 2020

## Transports
Pour le déplacement à Singuély, le moyen pratique est de marcher ou d'emprunter les motos taxi.

## Éducation
Singuély centre a une école primaire avec 4 salles de classe et pour les élèves de la 5eme et 6eme années doivent ce déplacer à Téliré centre.

## Santé
Le district de Singuély a un poste de santé à Singuély centre.
Les habitants de singuély sont des musulmans